# 哥哥 (官员)
哥哥（羅馬化：koko；1956年3月10日—）在2011年-2016年间担任缅甸内政部长。2016年3月30日以中将军衔从缅甸政府军退役。

## 外部鏈接
. 百度百科.   [2024-07-21]. （原始内容存档于2024-07-21）.